# Veganzones
Veganzones è un comune spagnolo di 301 abitanti situato nella comunità autonoma di Castiglia e León.